# Stanisław Kostka Streich
Stanisław Kostka Streich (1902 – 1938) byl polský kněz, který byl zastřelen v průběhu mše komunistickým agentem.
Stalo se tak v neděli 27. února 1938 v Lubońi.
Blahořečen byl dne 24. května 2025. Obřadu předsedal jménem papeže Lva XIV. kardinál Marcello Semeraro.